# Loy Hering

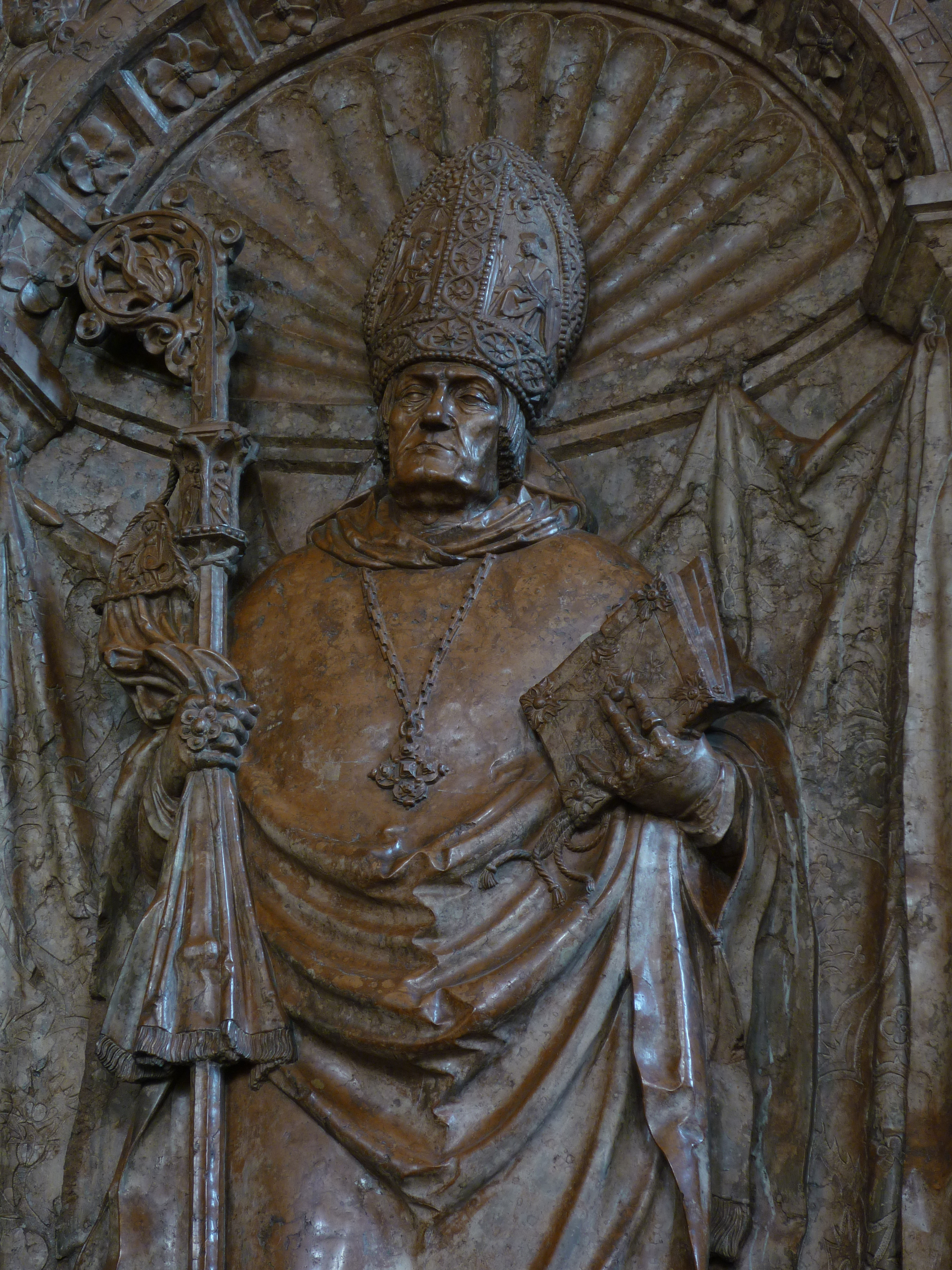
Epitaph des Bischofs Georg von Slatkonia im Wiener Stephansdom

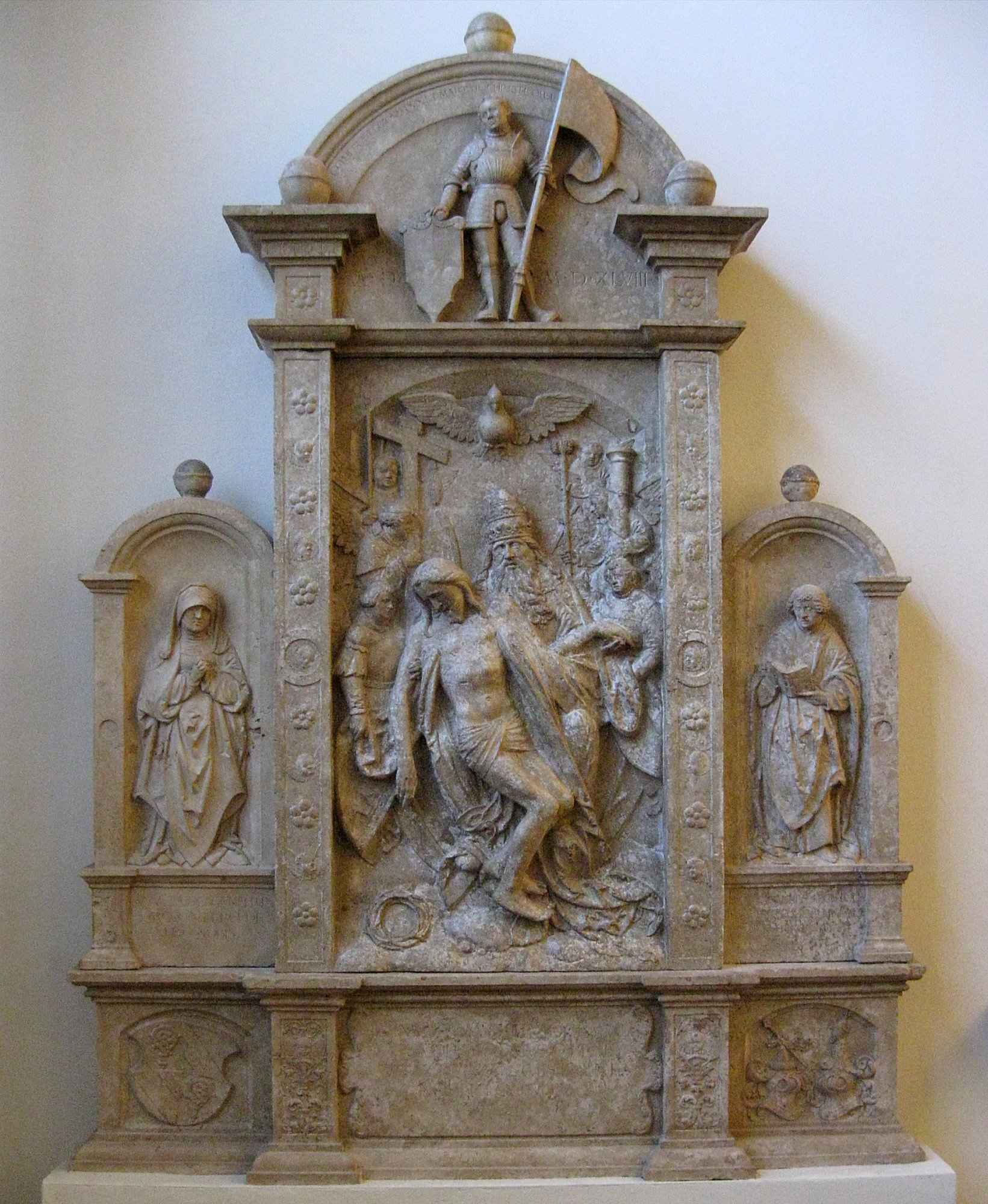
Moritzbrunner Altar, 1548, Jurakalkstein, Bayerisches Nationalmuseum

Loy Hering (* 1484/85 in Kaufbeuren; † nach dem 1. Juni 1554 in Eichstätt) war ein deutscher Bildhauer der Renaissance.

## Leben und Wirken
Loy Hering erhielt seine Ausbildung ab 1499 bei dem Augsburger Bildhauer Hans Beierlein. 1510 bis 1512 weisen ihn die Augsburger Steuerbücher auf. Noch vor diesen Jahren ist eine Studienreise nach Venedig und in die Lombardei wahrscheinlich, da Hering seither Formen und Techniken der norditalienischen Renaissance verwendete. 1513 verließ er Augsburg und ließ sich in Eichstätt nieder. Um 1515 sind erste bildhauerische Arbeiten Herings zu fassen. 1519 wurde Hering in den inneren Rat gewählt. Später hatte er mehrmals (1523/24, 1527, 1533 und 1540) das Bürgermeisteramt inne und bekam nach und nach alle städtischen Ehrenämter übertragen. 
Erhalten sind gegen 200 zugeschriebene Werke, davon fünf urkundlich belegt; die meisten sind aus Stein, in Holz fast nur Großkruzifixe. Die Steinwerke Loy Herings bestehen aus Rotmarmor, aber hauptsächlich aus Eichstätter Jurakalkstein (Jura-Marmor). Loy Herings großer Förderer war der Eichstätter Fürstbischof Gabriel von Eyb, der ihm nicht nur selbst Aufträge gab, sondern ihm auch Aufträge von Verwandten vermittelte. Mit seinen Söhnen und Gesellen führte Hering eine der fruchtbarsten Künstlerwerkstätten der deutschen Renaissance und versorgte fast den ganzen deutschen Sprachraum. Franz Dietheuer würdigte Loy Hering 1969 wie folgt: „Seine weit zerstreuten Werke waren Anregung und unerreichtes Vorbild für viele Nachfolger im deutschen Süden. Als Freund Dürers setzte er viele Stiche von diesem in Stein um, ohne dabei sklavisch der Vorlage zu folgen oder seinen Stil zu verlieren. (...) Mit der Feinheit seines Meisselschlages, besonders mit seiner Meisterschaft im malerischen Relief, gehört Hering zu den bedeutendsten Meistern seiner an Talenten so reichen Zeit. An seinem markanten Stil, an sich gleichbleibenden Typen und Ornamenten sind seine Werke unschwer zu erkennen.“
In Schloss Neuburg/Donau war Hering auch als Innenarchitekt tätig.

## Werke (Auswahl)
- Kreuzigungsgruppe, mehrere Epitaphien und Grabplatten, im Dom zu Eichstätt, darunter das Epitaph von Christoph von Pappenheim
- Mehrere Epitaphien für Angehörige der Adelsfamilie von Eyb
- Wappensteine Eichstätter Bischöfe aus Eichstätter Marmor, im Hochstift Eichstätt
- Epitaph für Wilhalm von Muhr, in der Wallfahrtskirche Bergen bei Neuburg
- Sakramentshäuschen in der Pfarrkirche St. Vitus in Kottingwörth
- Gnadenstuhl des Mauritius-Altars in Moritzbrunn, heute im Bayerischen Nationalmuseum München
- Marmor-Epitaph für Friedrich den Älteren, Markgraf von Hohenzollern in Heilsbronn in Mittelfranken
- Stein-Kruzifix in der Klosterkirche des Franziskaner-Klosters in Schwaz in Tirol
- Epitaph für Schenk Philipp von Limpurg Speckfeld, in der Einersheimer Matthäuskirche
- Denkmal für Abt Georg Truchseß von Wetzhausen in Auhausen, 1521
- Sakramentshaus in der Klosterkirche von Auhausen, 1521
- Grabmal des Bamberger Fürstbischofs Georg III. Schenk von Limpurg († 1522) im Bamberger Dom
- Epitaph für Herzog Erich I. von Braunschweig-Lüneburg und seine Gemahlinnen Herzogin Katharina von Sachsen und Elisabeth von Brandenburg in der St. Blasiuskirche, Hannoversch Münden, nach 1524 und vor 1540.[3]
- Relief Jüngstes Gericht, Eichstätter Ostenfriedhof, 1536
- Epitaph für Alexej I. Thurzo († 1543), in der Pfarrkirche St. Jakobus in Leutschau/Zips (heute Levoča/Slowakei)
- Epitaph für Markgraf Georg den Frommen von Brandenburg (1484–1543), in der ehemaligen Klosterkirche von Heilsbronn bei Ansbach
- Epitaph des Hans Sigmund Marschalk von Pappenheim († 1545), im ehemaligen Dominikanerkloster Eichstätt (heute Gabrieli-Gymnasium)
- Grabmal des Niklas Graf Salm nach 1530 Votivkirche in Wien
- Epitaph für Bischof Georg von Slatkonia vor 1519, Stephansdom in Wien
- Epitaph für Jobst Truchseß von Wetzhausen 1524, Deutschordenskirche in Wien
- Wandgrab der Margarethe von Eltz 1519, in der Karmeliterkirche in Boppard
- Kaminofen mit gemeißelten Marmorintarsien von Pfalzgraf Friedrich II. und von Löwen gehaltenen Wappensteinen im Pfalzgrafenschloß in Neumarkt, um 1530
- Bauinschrift am Schloss in Bächingen an der Brenz, um 1531
- Epitaph für Melchior von Stain in der Kirche St. Martin in Jettingen-Scheppach
- Epitaph für den Würzburger Fürstbischof Konrad II. von Thüngen († 1540) im Würzburger Dom[4]
- Epitaph für Bernhard von Hyrnhaim und Margaret von Watzmannsdorf
- Kenotaph für Philipp von Hutten († 1546) in der Pfarr- und Wallfahrtskirche Maria Sondheim in der Stadt Arnstein in Unterfranken